# هایک ماروتیان (موسیقی‌دان)
هایک سمباتی ماروتیان (ارمنی: Հայկ Սմբատի Մարության؛  زادهٔ ۱۰ نوامبر ۱۹۱۳ - درگذشته ۶ ژانویهٔ ۲۰۱۲) رهبر، آهنگساز و آموزگار موسیقی اهل ارمنستان بود. وی بین سال‌های - تا - میلادی فعالیت می‌کرد.

## زندگی‌نامه
وی در ۱۰ نوامبر ۱۹۱۳ در شاهومیانی به دنیا آمد و کنسرواتوار دولتی چایکوفسکی مسکو فارغ‌التحصیل گشت. وی در کنسرواتوار دولتی چایکوفسکی مسکو فعالیت می‌کرد. همچنین برندهٔ جوایزی همچون نشان ستاره سرخ، نشان پرچم سرخ، مدال دفاع از قفقاز، هنرمند شایسته ارمنستان شوروی (۱۹۵۰) شده است. وی در ۶ ژانویهٔ ۲۰۱۲ در سن ۹۸ سالگی در مسکو درگذشت و در آرامستان نیکولو-آرخانگلسکی به خاک سپرده شد.